# Резонансный трансформатор
Резона́нсный трансформа́тор — трансформатор, в котором минимум две обмотки, каждая из которых включена в колебательный контур с близкими или равными резонансными частотами. Классическим высокочастотным резонансным трансформатором является трансформатор Теслы. Резонансные трансформаторы применяются в радиоэлектронике (обычно как части антенных устройств) и в силовой электротехнике.

## Особенности сердечников резонансных трансформаторов
Если в резонансном трансформаторе применяется сердечник, то к нему предъявляются определённые требования.
Сердечник должен быть не цельный, а разделён на части, и на каждой части находится своя обмотка. Например, если сердечник железный и изготовлен из цельных пластин и при этом отсутствует экран между обмотками, то резонанс на таком трансформаторе получить не удастся. Поэтому при изготовлении трансформаторов на тороидальных сердечниках их следует разделять на две части и на каждой части мотать свою обмотку отдельно от другой. При цельных пластинах в сердечнике следует делать очень качественный и заземлённый экран между обмотками, иначе резонанс работать не будет.
Идеально работает резонанс на трансформаторах, у которых каждая обмотка находится на отдельном керне, а керны изолированы друг от друга.